# Левостороннее и правостороннее движение
Термины лево- и правостороннее движение используются для определения способа разъезда встречных транспортных потоков. При левостороннем движении транспортные средства со встречной полосы относительно водителя движутся справа, при правостороннем — слева.
У автомобилей водительское место обычно расположено со стороны встречного потока — слева при правостороннем движении и справа при левостороннем.
На данный момент 66 % населения Земли ездят по правой стороне и 34 % по левой, в первую очередь за счёт населения Индии, Индонезии, Пакистана. 72 % всех дорог правосторонние, 28 % — левосторонние.

## Предпосылки
Большинство людей — правши. В зависимости от способа передвижения, для правшей бывает предпочтительнее как правая, так и левая сторона. А именно:
- Пешеход с грузом — правостороннее. Мешок закидывают обычно на правое плечо, тележку или вьючное животное удобнее держать правой рукой ближе к обочине: легче расходиться, да и можно остановиться и поговорить со встречным.
- Рыцарский турнир — правостороннее. Щит находится на левой стороне, копьё положено через спину коня. Впрочем, рыцарский турнир — это игра, далёкая от реальных транспортных задач.
- Езда в одноместном экипаже или экипаже с вынесенным вперёд сиденьем кучера — правостороннее. Чтобы разъехаться, нужно потянуть вожжи более сильной правой рукой.
- Езда с форейтором — правостороннее. Форейтор (кучер, управляющий упряжкой, сидя на одной из лошадей) всегда сидит на левой лошади — это облегчает посадку-слезание (на лошадь садятся с левой стороны) и позволяет управлять правой рукой.
- Езда верхом — левостороннее. «Боевая» правая рука находится на ударной позиции по отношению к встречному всаднику. Кроме того, садиться на лошадь с левой стороны удобнее, так как в этом случае меч меньше мешает.
- Езда в многоместном экипаже — левостороннее. Находясь на правой стороне, кучер не заденет пассажира хлыстом. Для экстренного разъезда можно ударить коней по правой стороне.

Большинство историков рассматривают только методы разъезда воинов, что не совсем правомерно — ни в одной стране воины не были большинством. Поэтому воины могли разъезжаться, например, по левой стороне, в то время как народ при разъезде придерживался правой стороны (что было удобнее если, скажем, народу полагалось уступать воинам дорогу, ведь в таком случае они заметны раньше).

## История
По какой стороне ездили в древней Греции, Ассирии и т. д., достоверно неизвестно (как сказано выше, правила разъезда воинов не являются решающим аргументом). Существуют лишь доказательства того, что римляне ездили по левой стороне. Около 1998 года в районе Суиндона (Великобритания) была найдена римская каменоломня, в которой левая (от каменоломни) колея была разбита намного сильнее. Также на одном из выпусков римского денария, датированного 50 г. до н. э. — 50 г. н. э., изображены два всадника, разъезжающихся по левой стороне.
После того как перестали ездить по дорогам с оружием и подозревать в каждом врага, на дорогах стихийно стало складываться правостороннее движение, что было главным образом связано с физиологией человека, существенной разницей по силе и ловкости разных рук в приёмах управления тяжёлыми конными экипажами, запряжёнными несколькими лошадьми. Сказалась особенность человека, что большинство людей правши. При разъезде на узкой дороге легче было направлять экипаж вправо на обочину или край дороги, натягивая правой, то есть более сильной рукой, вожжи, придерживая лошадей. Вероятно, именно по этой простой причине и возникла сначала традиция, а потом и норма разъезда на дорогах. Эта традиция закрепилась как норма правостороннего движения.
В России ещё в Средние века правостороннее движение сложилось стихийно. Датский посланник при Петре I Юст Юль в 1709 г. писал, что «в России повсюду в обычае, чтобы повозки и сани, встречаясь друг с другом, разъезжались, держась правой стороны». В 1752 году русская императрица Елизавета Петровна издала указ о введении на улицах российских городов правостороннего движения для карет и извозчиков.
На Западе первый закон, регламентирующий лево- или правостороннее движение — английский билль 1756 г., согласно которому движение по Лондонскому мосту должно было быть по левой стороне. За нарушение этого правила предусматривался внушительный штраф — фунт серебра. А через 20 лет в Англии был издан исторический «Дорожный акт», который вводил на всех дорогах страны левостороннее движение. Такое же левостороннее движение было принято и на железной дороге. В 1830 г. на первой железнодорожной линии Манчестер—Ливерпуль движение было левосторонним.
Другая теория появления изначально левостороннего движения предполагает, что с левой стороны было удобнее ехать во времена, когда появились конные упряжки, где кучера сидели наверху. Когда сидящий сверху кучер-правша погоняет коней, то кнут может случайно попасть по прохожим, которые идут по тротуару. Именно поэтому конные экипажи чаще ехали слева.
Великобританию считают главным инициатором мирового левостороннего движения: внедрив его у себя, она повлияла на некоторые страны мира (свои колонии и зависимые территории). Встречается версия, что такой порядок на своих дорогах в Великобритании был привнесён из морских правил, то есть на море встречное судно пропускало другое, которое приближалось справа. Но эта версия ошибочна[уточнить], поскольку пропустить судно, приближающееся справа, означает разойтись левыми бортами, то есть, согласно правилам правостороннего движения. Именно правостороннее движение принято для расхождения судов, следующих встречными курсами в зоне прямой видимости в море, что зафиксировано в международных правилах.
В Японии традиция левостороннего движения уходит корнями в древность, когда самураи скакали по гористой японской местности на резвых лошадях с мечами на левом боку. Самураи носили катаны не привязывая их, а цепляя на пояс, из-за чего она выпирала примерно на полметра. Опасаясь зацепиться мечами и тем спровоцировать бой, самураи стали использовать принцип левостороннего движения. В начале периода Эдо (1603—1867 гг.) уже закрепилась традиция, указывающая каждому, кто направлялся в сторону столицы, держаться левой стороны. Такая система постепенно стала распространяться по всей стране. С уверенностью можно говорить, что к концу XVIII века обычай двигаться по левой стороне дороги уже сформировался как общее правило для перемещения по Японии.
Правостороннее движение часто связывают с Францией, с её влиянием на многие другие страны. Во времена Великой Французской революции 1789 года в декрете, изданном в Париже, предписывалось двигаться по «простонародной» правой стороне. Чуть позже Наполеон Бонапарт закрепил это положение, приказав военным держаться правой стороны, дабы всякий, повстречавший французскую армию, уступал ей дорогу. Далее такой порядок движения был связан с большой политикой в начале XIX столетия. Те, кто поддерживал Наполеона — Нидерланды, Швейцария, Германия, Италия, Польша, Испания — в тех странах установилось правостороннее движение. С другой стороны те, кто противостоял наполеоновской армии: Британия, Австро-Венгрия, Португалия — оказались «левыми». Влияние Франции было так велико, что многие страны Европы перешли на правостороннее движение. Однако в Англии, в Португалии, Швеции и некоторых других странах[каких?] движение осталось левосторонним. В Австрии в некоторых провинциях движение было левосторонним, а в других — правосторонним. И лишь после аншлюса в 1938 году Германией вся страна перешла на правостороннее движение.
Вначале левостороннее движение было и в США. Но к концу XVIII века произошёл постепенный переход на правостороннее движение. В то же время в ряде провинций Канады вплоть до 1920-х годов сохранялось левостороннее движение.
В разное время во многих странах было принято левостороннее движение, но они перешли на новые правила. Например, из-за соседства со странами, бывшими французскими колониями, имеющими правостороннее движение, правила сменили бывшие британские колонии в Африке. В Чехословакии (раньше входила в Австро-Венгерскую империю) левостороннее движение было сохранено вплоть до 1938 года.
Одной из последних стран (последняя страна континентальной Европы), перешедших с левостороннего движения на правостороннее, была Швеция. Это произошло в 1967 году. Подготовка к реформе началась ещё в 1963 году, когда шведский парламент образовал Государственную комиссию по переходу на правостороннее движение, которая должна была разработать и провести в жизнь комплекс мер для обеспечения такого перехода. 3 сентября 1967 года в 4:50 утра все транспортные средства должны были остановиться, сменить сторону дороги и продолжить движение в 5:00. На первое время после перехода был установлен специальный режим ограничения скорости.
После появления автомобилей в Европе в различных странах были различные правила движения. Большая часть стран ездила по правой стороне — этот обычай был принят ещё со времен Наполеона. Однако в Англии, Швеции и даже одной части Австро-Венгрии царило левостороннее движение. А в Италии в разных городах были разные правила.
Первым массовым автомобилем с левосторонним расположением руля стал Ford T.

### Страны, изменившие движение
В Мадриде перешли на правостороннее движение в 1924 году, Португалия перешла на правостороннее движение в 1928 году, Швеция — 3 сентября 1967 года (День «H» (швед. Dagen H)).
Аналогично на правостороннее движение перешли бывшие британские колонии в Африке Сьерра-Леоне, Гамбия, Нигерия и Гана из-за соседства со странами — бывшими французскими колониями, имеющими правостороннее движение. Корея поменяла левостороннее движение на правостороннее в 1946 году, после окончания японской оккупации.
Самоа перешла на левостороннее движение из-за наличия в стране большого количества подержанных автомобилей с правым рулем.
В 1977 году японская префектура Окинава по решению японского правительства перешла с установленного в 1945 году американскими оккупационными войсками правостороннего на левостороннее движение. Как объясняли японские власти, необходимость перехода была продиктована Женевской конвенцией о дорожном движении 1949 года, которое требует от стран-участниц наличия лишь одной транспортной системы. Это, однако, не помешало другому участнику конвенции — Китаю — оставить левостороннее движение в возвращённых Гонконге и Макао.

## Смена стороны на границе
На границах стран с различными направлениями движения строятся автомобильные развязки, иногда довольно внушительные.
- Пункт смены стороны движения на границе Лаос—Таиланд[8].
- Мост между Гонконгом и континентальным Китаем[9].
- Двухуровневая развязка после моста Лотос, соединяющего правосторонний континентальный Китай с левосторонней бывшей португальской колонией Макао (представлена на снимке).
- Мост через реку Такуту и развязка на бразильско-гайанской границе.

## Особые случаи

### Первые автомобили
На автомобилях, выпускавшихся в начале XX века, расположение руля ещё не определилось окончательно: часто место водителя делали со стороны тротуара (то есть делали правый руль при правостороннем движении и левый при левостороннем). В дальнейшем стандартом стало расположение руля со стороны, противоположной тротуару — это обеспечивает лучший обзор при обгоне; кроме того, при использовании автомобиля в качестве такси это делает посадку и высадку пассажира более удобной и безопасной.

### Военные автомобили
Некоторые французские военные автомобили, выпускаемые для ведения боевых действий в африканских колониях, имели двойной механизм рулевого управления для возможности использования в право- и леворульном режиме простой перестановкой руля.

### Почтовые автомобили
Автомобили для выемки почты часто делают с «неправильным» расположением руля (например, в СССР выпускался фургон «Москвич-434П»). Это делается для удобства водителя, который может выходить из такого автомобиля сразу на тротуар и не подвергается лишней опасности.
При правом расположении руля водитель почтовой машины имеет облегчённый доступ к почтовым ящикам, расположенным возле проезжей части. Иногда почту можно положить в почтовый ящик и не выходя из автомобиля.

### Европа
В регионах стран расположенных в Альпийской гряде, таких как Север Италии, Швейцария, Юг Австрии и Юго-Восток Франции, несмотря на введенное ещё в начале XX века правостороннее движение, органы управления некоторых автомобилей, выпущенных в этих странах, располагались справа. Объяснялось это тем, что в условиях серпантина высокогорных дорог водителю крайне важен хороший обзор правой части дороги и обочины. В Италии до середины 1970-х годов коммерческие автомобили (грузовики и фургоны) были с правым рулём.

### Россия
Исторически в России повсеместно принято правостороннее движение. Несмотря на это, в Приморском, Хабаровском, Забайкальском, Камчатском краях, в Амурской, Еврейской автономной, Магаданской, Сахалинской областях и в Чукотском автономном округе значительная часть автомобилей оснащены рулём с правой стороны при правостороннем движении. Это происходит вследствие того, что автомобильный парк пополняется преимущественно подержанными праворульными автомобилями из Японии, где принято левостороннее движение.
Из-за особенностей организации движения в центре города две улицы во Владивостоке — Семёновская и Мордовцева — с августа 2012 года по март 2013 имели левостороннее движение.
В Красноярске левостороннее движение организовано на участке улицы Корнеева между улицами Копылова и Красной Армии. В Новосибирске в месте примыкания улицы Моторной к проезду Энергетиков движение организовано в виде кольца с направлением движения по часовой стрелке, то есть фактически левостороннего. В Сургуте левостороннее движение организовано на улице 60 лет Октября.
Иногда левосторонними делаются некоторые разъезды, например, на улицах бульварного типа: Косыгина, Лескова, а также улицы — например, набережная реки Фонтанки в Санкт-Петербурге (в последнем случае стороны движения разделены рекой).

### Окинава
В 1945 году после поражения Японии во Второй мировой войне Окинава перешла под контроль США. 24 июня 1945 года Соединённые Штаты ввели на Окинаве правостороннее движение. Даже после того, как Окинава была возвращена под контроль японским властям в 1972 году, там по-прежнему осталось правостороннее движение, при том, что во всей остальной Японии действует левостороннее движение. В 1978 году на Окинаве вернули левостороннее движение.

## Различия в конструкциях автомобилей
Водительское место и руль, как правило, располагаются слева на автомобилях, предназначенных для правостороннего движения, и справа — на автомобилях для левостороннего. Это позволяет лучше видеть встречный транспорт и тем самым облегчает выполнение манёвров. Некоторые автомобили (например, английские суперкары McLaren F1, McLaren Speedtail) имеют центральное расположение водительского сиденья.
Стеклоочистители («дворники») для лучшего обзора со стороны водителя также имеют правое и левое направление. В леворульных машинах они в выключенном состоянии уложены направо, а в праворульных — налево. Некоторые модели автомобилей (например, некоторые машины Mercedes-Benz 1990-х гг.) имеют симметричные стеклоочистители. Переключатель стеклоочистителя на рулевой колонке на леворульных машинах находится справа.
Переключатели указателей поворотов обычно находится слева (за исключением австралийских и японских). До сравнительно недавнего времени британские автомобили также выпускались с «нормальным» расположением подрулевых переключателей.
В настоящее время все праворульные марки автомобилей, предназначенных для реализации на рынке ЕС, имеют подрулевые переключатели аналогично леворульным, как и в остальной континентальной Европе. Это противоречит эргономике, но позволяет экономить на себестоимости производителям. Производители автомобилей с правым рулём для остального левостороннего рынка располагают подрулевые переключатели традиционно эргономично — так, как это удобнее для водителя, то есть рычаг указателя поворота расположен под правую руку, омыватель-очиститель и селектор АКПП — под левую.
Рычаг переключения передач почти всегда расположен между водительским и пассажирским сиденьем или на центральной консоли автомобиля, кроме современных моделей Mercedes-Benz, в которых селектор АКПП выведен под правую руку вне зависимости от расположения руля; вплоть до 1970-х годов у некоторых легковых автомобилей рычаг переключения передач располагался на рулевой колонке. Указатель на селекторе всегда расположен так, чтобы водитель видел со своего места в каком положении находится рычаг или имеет повторитель на приборной панели. Порядок передач не различается — и на леворульных, и на праворульных машинах низшие передачи находятся слева. Когда водитель пересаживается с леворульной машины на праворульную (и наоборот), у него некоторое время сохраняются старые моторные рефлексы и он может начать искать рычаг переключения передач на водительской двери и путать включение указателя поворота с «дворниками».
Есть редкие модели автомобилей, на которых при правом расположении руля ручка КПП была расположена справа (Ford GT40 MK1).
Присущее леворульным машинам расположение педалей «сцепление — тормоз — газ» стало стандартом и для праворульных автомобилей. Тем не менее, до Второй мировой войны положение педалей на праворульных машинах варьировалось. До вторжения Гитлера Чехословакия имела левостороннее движение, и на старых чехословацких машинах педали располагались «сцепление — газ — тормоз».
Итальянские автомобили оснащались правым расположением руля для лучшего контроля края дороги на горных дорогах. Некоторые производители не меняют дворники с левосторонних на правосторонние при локализации автомобиля под левостороннее движение (например, праворульные Peugeot 206 и Renault Clio).
Кроме того, приборы в салоне обычно рассчитаны на удобный доступ со стороны водителя. Например, в праворульных машинах ручка регулятора громкости на магнитоле расположена справа, а в леворульных — слева. Но это не относится к машинам для ЕС. Тут всё так, как удобно не водителю, а производителю, но при этом соответствует техническим нормам ЕС.
На некоторых моделях для рынка Японии предлагается дополнительная опция камеры-перископа для обзора водителю слева впереди. Изображение выводится на монитор телевизора и позволяет видеть ситуацию в левом ряду или обочину впереди по ходу движения.
Расположение лючка бензобака не связано со стороной движения — горловина для подачи топлива может быть с любой стороны, даже сзади (автомобили «Москвич»). Это обусловлено расположением бака и сделано для равномерного заполнения очередей на заправочных станциях.
Двери для пассажиров в автобусах, троллейбусах и трамваях расположены в соответствии со стороной движения. Однако в Великобритании аварийный выход у автобусов расположен со стороны, противоположной тротуару (на случай, если входные двери окажутся заблокированными при опрокидывании машины).
Независимо от положения водительского места, фары регулируют так, чтобы свет был направлен немного в сторону прилегающей обочины — чтобы освещать пешеходов и не слепить встречных водителей. При смене стороны движения на одном и том же автомобиле прилегающая обочина оказывается с другой стороны, и асимметрия светового потока (задаваемая отражателем и стеклом) начинает работать наоборот — обочину не освещать, но встречных водителей ослеплять, что исправляется только заменой оптики на соответствующую стороне движения.
По Венской конвенции о дорожном движении, временно въезжающий в страну автомобиль должен соответствовать техническим нормам той страны, в которой он зарегистрирован.

### Спецтехника
Карьерные самосвалы обычно не ездят по дорогам общего пользования и поэтому не зависят от местных ПДД. Рынок этих машин очень узкий. Поэтому они изготовляются только с леворульной кабиной для правостороннего движения по технологическим дорогам карьеров. Например, БелАЗ поставляет свою леворульную продукцию в «праворульную» ЮАР, и в «праворульной» Японии производитель Komatsu изготавливает свои самосвалы с леворульной кабиной.
На универсально-пропашных тракторах место тракториста обычно размещается на продольной оси машины, что дает одинаково хороший обзор левой и правой стороны.
На тяжелых пахотных тракторах с широкими кабинами (например, «Кировец») место тракториста выполняют справа, что удобно при работе с правосторонними плугами. Правостороннее направление отвала у плугов также пошло от более сильной правой руки пахаря, что было актуально в эпоху конной тяги.
На комбайнах исторически сложилось левостороннее расположение кабины, что опять таки связано с более сильной правой рукой, так как на ранних машинах многочисленные рычаги управления, расположенные на боковине корпусе молотилки требовали больших усилий для их перемещения. С развитием гидравлического привода стало возможным установить кабину комбайнов на продольной оси машины (например, на советском комбайне «Колос» и многих современных комбайнах). По тем же самым причинам левосторонне расположение кабины было принято на подъемных кранах и экскаваторах. Исключение составляют советские механические экскаваторы серий Д и Э, у которых кабина расположена справа.
На бульдозерах компоновка кабины делается таким образом, чтобы машинист мог управлять машиной сидя и слева и справа в зависимости от выполняемых работ. Поэтому на промышленных тракторах основные органы управления (рычаги КПП, механизма поворота, управления отвалом, педаль сцепления) располагают по центру, а вспомогательные (рукоятки и педали подачи топлива, педали тормоза) — дублируют. На асфальтоукладчиках и катках посты управления дублируют.
На коммунальных машинах место водителя часто располагают со стороны тротуара. Многие сельскохозяйственные и коммунальные машины и тракторы имеют перемещаемое слева направо или дублированное место водителя или оператора.

### Мотоциклы
Мотоциклы-одиночки для право- и левостороннего движения не различаются по конструкции, за исключением фары, которая в режиме ближнего света должна освещать прилегающую обочину (хотя на мотоциклы часто устанавливают фары с симметричным пучком, одинаково пригодные для обоих направлений движения).
Мотоциклы с коляской имеют зеркальное расположение бокового прицепа и педалей: коляска и педаль заднего тормоза справа при правостороннем движении и слева при левостороннем, педали КПП и кик-стартера слева при правостороннем движении и справа при левостороннем. Такое расположение педалей выбрано исходя из того, чтобы коляска не мешала заводить мотоцикл ногой, а также из-за конструкции силовых агрегатов (у многих мотоциклов (Jawa и некоторые Kawasaki) педаль переключения передач, будучи откинутой, приводит в действие кик-стартер).

## Остальные виды транспорта

### Водный транспорт
Почти везде (кроме внутренних рек) применяется правостороннее движение с правым сиденьем. Это позволяет видеть движение по правому борту (которое надо пропускать). Точный разъезд с небольшим интервалом, важный для автомобилей, на воде и в воздухе не актуален. На крупных судах рулевая рубка и штурвал внутри неё расположены посередине, но капитан или вперёдсмотрящий по привычке находится справа от рулевого. Эта привычка сложилась ещё в древности, во времена небольших судов, управлявшихся рулевым веслом, и связана опять-таки с тем, что большинство людей — правши. Кормщику было удобнее управляться с тяжёлым рулевым веслом правой, более сильной, рукой, поэтому рулевое весло практически всегда укреплялось справа от судна, вследствие чего на воде сложилась практика расхождения левыми бортами, чтобы не повредить рулевое весло и швартовки к берегу свободным левым бортом. С изобретением подвесного руля, крепившегося посередине кормы, рулевой переместился к центральной линии корабля, но из-за уже сложившейся традиции правостороннего движения при движении по рекам и проливам потребовался размещённый справа наблюдатель, следящий за близким берегом.

### Воздушный транспорт
По ряду причин (несовершенные системы зажигания и карбюраторы, которые часто были причиной остановки двигателя, жёсткие ограничения по массе) самолёты времён Первой мировой войны имели исключительно ротативные двигатели — картер и блок цилиндров двигателя вращается вместе с воздушным винтом, а топливно-масляная смесь подаётся через полый неподвижный коленвал. В таких двигателях тяжёлый картер и цилиндры играли роль маховика. Винт, как правило, применялся правый, вращавшийся по часовой стрелке (опять таки связано с тем, что при изготовлении вручную мастеру-правше удобнее шлифовать и полировать именно правый винт). Из-за большого аэродинамического сопротивления вращающегося блока цилиндров и винта возникал крутящий момент, стремящийся создать самолёту левый крен, поэтому повороты налево выполнялись более энергично. В силу этого многие авиационные манёвры были основаны на левых поворотах — отсюда левое сиденье пилота. С совершенствованием систем зажигания ротационные двигатели уступили место двухрядным и звездообразным, у которых обратный крутящий момент во много раз меньше. Лётчики (уже гражданские) ориентировались по имеющимся дорогам (а в пустынной местности, где дорог нет, проводили борозды). Когда самолётам (с устоявшимся левым сиденьем), летящим вдоль дороги навстречу друг другу, требовалось разминуться, лётчики отдавали вправо — отсюда правостороннее движение с левым сиденьем главного пилота. На первом в мире серийном вертолёте Sikorsky R-4 было два взаимозаменяемых места для членов экипажа, две ручки управления циклическим шагом несущего винта, но только одна ручка «шаг-газ» посередине (из соображений экономии массы). Ручка управления циклическим шагом винта требует много аккуратных, точных манипуляций (особенно при взлёте, посадке и зависании), а к тому же ещё и физических усилий, поэтому подавляющее большинство пилотов предпочитало садиться справа, чтобы она оказывалась в правой руке, а «шаг-газ» — в левой. Впоследствии привычки вертолётчиков-правшей, выучившихся на R-4 (и его развитии R-6) распространились по всему западному миру, поэтому на большинстве вертолётов кресло командира экипажа располагается справа. Сиденье главного пилота на единственном серийном конвертоплане V-22 Osprey справа, «по-вертолётному». В России как в самолётах, так и вертолётах, кресло командира экипажа всегда находится слева.

### Железнодорожный транспорт
В большинстве стран легкорельсовый транспорт использует ту же сторону движения, что и автомобили. Другой рельсовый транспорт, как правило, имеет собственные правила движения, не всегда совпадающие с движением на автомобильной дороге. Так, например, в Израиле, Аргентине, Швеции (кроме Мальмё и прилегающего юга), Франции (кроме областей Эльзаса и Лотарингии) железные дороги в основном используют левостороннее при том, что автомобильное движение правостороннее. Главной причиной этого является влияние Великобритании, которая сконструировала первые дороги в этих странах. В странах типа Индонезии — наоборот — правостороннее движение для поездов, но левостороннее для автомобилей. Некоторые страны, например Россия (за исключением нескольких участков), постепенно перешли на правостороннее движение. В Германии же железнодорожное движение исторически правостороннее. Поэтому в Эльзасе-Лотарингии (до Первой мировой войны принадлежавших Германии) поезда до сих пор ездят по правой стороне. В Мадридском метрополитене левостороннее движение. Это объясняется тем, что он был открыт в 1919 году, а правостороннее движение в Мадриде было введено лишь в 1924 году. Левостороннее движение и в Лиссабонском метрополитене, однако причины этого неясны: метрополитен открыт в 1959 году, а правостороннее движение было введено ещё в 1928 году. Левостороннее движение поездов используется также в метрополитене Буэнос-Айреса, Стокгольмском метрополитене, метрополитене Лимы, Римском метрополитене и парижской системе RER. В России левостороннее движение применяется на Сормовско-Мещерской линии Нижегородского метрополитена, на участках железной дороги от Казанского вокзала Москвы до Турлатово (Рязанское направление, от Рязани на восток), Рыбного (Рязанское направление, от Рязани на юг) и до Коренева (Казанское направление), а также от Ленинградского вокзала до Останкина (для пригородных поездов) и от Ярославского вокзала до Лосиноостровской (пригородные поезда-экспрессы и поезда дальнего следования), в Саратове от платформы «Площадь Ленина» до Астраханского переезда (на юг) и Саратовского железнодорожного моста (на восток). Евротоннель состоит из двух железнодорожных туннелей и одного сервисного. Движение поездов левостороннее. Сиденье машиниста на правосторонних линиях справа, это пошло со времён паровой тяги, когда огромный паровозный котёл полностью закрывал обзор налево и, соответственно, приборы железнодорожной сигнализации размещались вдоль путей справа. Помощник машиниста сидит слева. На дизельном и электрическом подвижном составе нет загораживающего обзор котла (но некоторые типы тепловозов, в основном маневровых, имеют длинный капот над дизелем), а в кабинах установлены дублирующие приборы сигнализации, поэтому теоретически машинист может располагаться с любой стороны. Например, французский SNCF Class BB 7200 был сконструирован для левостороннего движения, и как следствие, сиденье машиниста расположено слева. Когда создавалась модификация локомотива для Нидерландов, получившая наименование NS Class 1600, кабина машиниста не была полностью модифицирована, и сиденье машиниста сохранило положение слева, несмотря на то, что в Нидерландах правостороннее движение поездов. На участке Москва — Рязань, наоборот, сиденье машиниста — справа (поскольку перестраивать поезда для единственного в Москве левостороннего участка железной дороги посчитали нецелесообразным). Вследствие этого железнодорожная сигнализация расположена справа от путей, несмотря на другую сторону движения. В советских и российских поездах метро начиная с 81-717/714, место машиниста — в центре. Часто встречаются левосторонние трамвайные линии — для того, чтобы обычные трамваи с правыми дверьми могли ходить на линиях с островными платформами. Например, в Криворожском метротраме. В Волгоградском же метротраме надземная часть линии — правостороняя, чтобы соответствовать ПДД, а начало подземного туннеля первой очереди винтообразно «переносит» потоки для соответствия нормам метро: правый въезд «подныривает» под встречный тоннель. Вторая очередь построена и третья строится уже по стандарту с правосторонним движением. Также в метро часто применяется левостороннее движение в дополнение к правостороннему, когда поезда идут в одну сторону по обеим сторонам станции для обеспечения кросс-платформенных пересадок. Вообще говоря, принцип левостороннего или правостороннего движения для каждой страны действует в основном на двухколейных дорогах. На одноколейных, когда поезда встречаются на разъездах, уступающий поезд отъезжает вбок, а приоритетный проезжает в прямом направлении, которое может быть как справа, так и слева от разъездного пути.

## Пешеходы
В странах с правосторонним движением при отсутствии пешеходных тротуаров правила обязывают пешеходов в целях безопасности идти по обочине дороги со стороны встречного транспорта (как правило, по левой стороне) для того, чтобы пешеход видел приближающийся транспорт. Нередко в людных, но стеснённых местах (таких, как метрополитен) организуют упорядоченное (левостороннее или правостороннее) движение пешеходов с целью уменьшить пересечение людских потоков или для удобства организации верхнего вестибюля. В странах, где принято правостороннее движение транспорта, как правило, стоять на эскалаторе требуется с правой стороны, а проходить — с левой. В странах, где принято левостороннее движение транспорта, наоборот, стоять принято слева, а проходить справа, но в Лондонском и Осакском метрополитенах на эскалаторах нужно стоять справа.

## Сторона движения в различных странах
Из 193 стран 140 используют правостороннее движение, а 53 — левостороннее. Страны и их зависимые территории считаются заодно.
| Страна                   | Движение по дорогам                                                   | Введено | Движение по железной дороге, в основном | Примечания |
| ------------------------ | --------------------------------------------------------------------- | --- | --------------------------------------- | --- |
| Австралия                | Левостороннее                                                         | | Левостороннее                           | |
| Австрия                  | Правостороннее                                                        | 1921-1938 | Правостороннее                          | До 1921 года в Форарльберге использовалось левостороннее движение, до 1930 года в Северном Тироле использовалось левостороннее движение, до 1935 года в Восточном Тироле и Каринтии использовалось левостороннее движение, а до 18 сентября 1938 года в Вене (Венский штадтбан остался левосторонним), земле Зальцбург, Верхней Австрии, Нижней Австрии, Бургенланде и Штирии использовалось левостороннее движение. До 5 сентября 1988 года в Венском штадтбане использовалось левостороннее железнодорожное движение трамваев. С 5 сентября 1988 года в Венском штадтбане использовалось правостороннее трамвайное движение. Правосторонний Венский метрополитен открыт 8 мая 1976 года. |
| Азербайджан              | Правостороннее                                                        | | Правостороннее                          | |
| Албания                  | Правостороннее                                                        | | Правостороннее                          | |
| Алжир                    | Правостороннее                                                        | | Правостороннее                          | |
| Ангола                   | Правостороннее                                                        | 1928 |                                         | До 11 ноября 1975 года была Португальская Западная Африка. До 1 июня 1928 года в Португальской Западной Африке использовалось левостороннее движение. |
| Андорра                  | Правостороннее                                                        | |                                         | |
| Антигуа и Барбуда        | Левостороннее                                                         | |                                         | |
| Аргентина                | Правостороннее                                                        | 10 июня 1945 | Левостороннее                           | До 10 июня 1945 года в Аргентине использовалось левостороннее движение автомобильного транспорта. |
| Армения                  | Правостороннее                                                        | | Правостороннее                          | |
| Афганистан               | Правостороннее                                                        | | Правостороннее                          | Было левосторонним до 1950-х годов благодаря соседству с Британской Индией, а позже и Пакистаном. |
| Багамские Острова        | Левостороннее                                                         | |                                         | Исторически сложилось так, что на Багамских Островах левостороннее движение, но большинство машин ездят по островам с левым рулём из-за близости США, откуда постоянно ввозятся такие машины. |
| Бангладеш                | Левостороннее                                                         | | Левостороннее                           | Досталось в наследство от Пакистана, от которого Бангладеш отделилась в 1971 году |
| Барбадос                 | Левостороннее                                                         | |                                         | |
| Бахрейн                  | Правостороннее                                                        | 1967 |                                         | |
| Белиз                    | Правостороннее                                                        | 1961 |                                         | |
| Беларусь                 | Правостороннее                                                        | | Правостороннее                          | |
| Бельгия                  | Правостороннее                                                        | 1899 | Левостороннее                           | Брюссельский метрополитен ездит по правой стороне (линии 2 и 6 Брюссельского метрополитена используют левостороннее движение). |
| Бенин                    | Правостороннее                                                        | |                                         | |
| Болгария                 | Правостороннее                                                        | 1895 | Правостороннее                          | До 1895 года в Болгарии использовалось левостороннее движение. |
| Боливия                  | Правостороннее                                                        | |                                         | |
| Босния и Герцеговина     | Правостороннее                                                        | 1918 | Правостороннее                          | |
| Ботсвана                 | Левостороннее                                                         | |                                         | |
| Бразилия                 | Правостороннее                                                        | 1928 | Правостороннее                          | |
| Бруней                   | Левостороннее                                                         | |                                         | |
| Буркина-Фасо             | Правостороннее                                                        | |                                         | |
| Бурунди                  | Правостороннее                                                        | |                                         | Рассматривается возможность перехода на левостороннее движение. |
| Бутан                    | Левостороннее                                                         | |                                         | |
| Вануату                  | Правостороннее                                                        | |                                         | |
| Великобритания           | Левостороннее (Основная территория) Правостороннее (Гибралтар)        | 1929 (в Гибралтаре) | Левостороннее                           | Левостороннее движение также используется в заморских территориях Великобритании: Остров Мэн, Гернси, Джерси и заморские территории Ангилья, Бермудские острова, Британские Виргинские острова, Каймановы острова, Фолклендские острова, Монтсеррат, Острова Питкэрн (незарегистрированные), острова Теркс и Кайкос, остров Святой Елены, Вознесение, Тристан-да-Кунья. Гибралтар перешёл на правостороннее движение из-за соседства с Испанией |
| Венгрия                  | Правостороннее                                                        | 6 июля 1941 (кроме Будапешта), 9 ноября 1941 (в Будапеште (кроме метро)), 2 апреля 1970 (линия 2 (Вторая линия) Будапештского метро), 30 декабря 1973 (на линии 1 (Первой линии) Будапештского метро) | Правостороннее                          | До 6 июля 1941 года в Венгрии использовалось левостороннее движение (кроме Будапешта), до 9 ноября 1941 года в Будапеште использовалось левостороннее движение (кроме метрополитена), до 30 декабря 1973 года на линии 1 (Первой линии) Будапештского метрополитена использовалось левостороннее движение. Правосторонняя линия 2 (Вторая линия) Будапештского метрополитена открыта 2 апреля 1970 года. |
| Венесуэла                | Правостороннее                                                        | | Левостороннее                           | Каракасский метрополитен использует правостороннее движение. |
| Восточный Тимор          | Левостороннее                                                         | 1976 |                                         | С 1 июня 1928 по 17 июля 1976 года в Восточном Тиморе использовалось правостороннее движение. До 28 ноября 1975 года Восточный Тимор находился в составе Португалии. С 17 июля 1976 по 20 мая 2002 года Восточный Тимор находился в составе Индонезии. |
| Вьетнам                  | Правостороннее                                                        | | Левостороннее                           | |
| Гаити                    | Правостороннее                                                        | |                                         | |
| Гайана                   | Левостороннее                                                         | |                                         | Британская колония до 1970 года. Одна из немногих стран континентальной Америки с левосторонним движением |
| Гамбия                   | Правостороннее                                                        | 1965 |                                         | |
| Гана                     | Правостороннее                                                        | 1974 |                                         | |
| Гватемала                | Правостороннее                                                        | |                                         | |
| Гвинея                   | Правостороннее                                                        | |                                         | |
| Гвинея-Бисау             | Правостороннее                                                        | 1928 |                                         | |
| Германия                 | Правостороннее                                                        | | Правостороннее                          | |
| Гондурас                 | Правостороннее                                                        | |                                         | |
| Гренада                  | Левостороннее                                                         | |                                         | |
| Греция                   | Правостороннее                                                        | 1926 | Правостороннее                          | До 1926 года в Греции использовалось левостороннее движение всего транспорта. |
| Грузия                   | Правостороннее                                                        | | Правостороннее                          | Около 40 % ТС — праворульные ввиду низкой стоимости подержанных машин из Японии. Канатная дорога Батуми использует левостороннее движение. |
| Дания                    | Правостороннее                                                        | 1793 | Правостороннее                          | До 1793 года в Дании использовалось левостороннее движение. |
| Джибути                  | Правостороннее                                                        | |                                         | |
| Доминика                 | Левостороннее                                                         | |                                         | |
| Доминиканская Республика | Правостороннее                                                        | |                                         | |
| ДР Конго                 | Правостороннее                                                        | |                                         | Праворульные автомобили из Японии распространены, особенно на юго-востоке страны. |
| Египет                   | Правостороннее                                                        | | Левостороннее                           | |
| Замбия                   | Левостороннее                                                         | |                                         | |
| Зимбабве                 | Левостороннее                                                         | | Левостороннее                           | Бывшая британская колония. В 2010-м леворульные машины были запрещены. |
| Израиль                  | Правостороннее                                                        | | Левостороннее                           | Иерусалимский трамвай ездит по правой стороне. |
| Индия                    | Левостороннее                                                         | | Левостороннее                           | Бывшая британская колония. |
| Индонезия                | Левостороннее                                                         | | Правостороннее                          | Из-за влияния Голландии железнодорожный транспорт использует правостороннее движение. Кроме того, Индонезия — единственная страна в мире, где при левостороннем автомобильном движении железнодорожное движение правостороннее. Метрополитен Джакарты также ездит по правой стороне. |
| Иордания                 | Правостороннее                                                        | |                                         | |
| Ирак                     | Правостороннее                                                        | | Левостороннее                           | |
| Иран                     | Правостороннее                                                        | | Правостороннее                          | |
| Ирландия                 | Левостороннее                                                         | | Левостороннее                           | Была частью Великобритании до 1922. |
| Исландия                 | Правостороннее                                                        | 1968 | Левостороннее (до закрытия)             | |
| Испания                  | Правостороннее                                                        | 1924 | Правостороннее                          | В 1920-х годах Барселона уже ездила по правой стороне, в то время, как Мадрид — по левой, вплоть до 1924 года. Метро Мадрида и Бильбао сохраняют левостороннее движение. Барселонский метрополитен также частично левосторонний. До 1918 года в Испании (Мадрид остался левосторонним) использовалось левостороннее движение, а до 18 октября 1924 года в Мадриде (Мадридский метрополитен остался левосторонним) использовалось левостороннее движение. |
| Италия                   | Правостороннее                                                        | 1920е | Левостороннее                           | Римский метрополитен — левосторонний. Система метрополитенов правосторонняя (кроме метро Рима, Неаполя и Катании). |
| Йемен                    | Правостороннее                                                        | 1977 |                                         | |
| Кабо-Верде               | Правостороннее                                                        | 1928 |                                         | |
| Казахстан                | Правостороннее                                                        | | Правостороннее                          | В 2007 году импорт праворульных машин был запрещён. Несмотря на запрет, по дорогам сегодня ездит огромное количество автомобилей с правым расположением рулевого управления, растаможенных до 2006 года, а также зарегистрированных в странах Таможенного союза (Армении, России и Кыргызстана), где запрета на импорт праворульных автомобилей не было. |
| Камбоджа                 | Правостороннее                                                        | |                                         | |
| Камерун                  | Правостороннее                                                        | 1961 |                                         | |
| Канада                   | Правостороннее                                                        | 1920-е | Правостороннее                          | |
| Катар                    | Правостороннее                                                        | |                                         | |
| Кения                    | Левостороннее                                                         | |                                         | Бывшая британская колония. |
| Кипр                     | Левостороннее                                                         | |                                         | Бывшая британская колония. Левостороннее движение также используется в Турецкой Республике Северного Кипра. |
| Кирибати                 | Левостороннее                                                         | |                                         | |
| Китай                    | Правостороннее                                                        | 1946 | Правостороннее/Левостороннее            | Гонконг и Макао используют левостороннее движение. |
| Китайская Республика     | Правостороннее                                                        | 1946 | Левостороннее                           | Поезда в метрополитенах страны ездят по правой стороне. |
| КНДР и Республика Корея  | Правостороннее                                                        | 1946 | Левостороннее/Правостороннее            | Бывшая японская колония. По окончании оккупации Корея перешла на правостороннее движение |
| Колумбия                 | Правостороннее                                                        | | Правостороннее                          | |
| Коморы                   | Правостороннее                                                        | |                                         | |
| Коста-Рика               | Правостороннее                                                        | |                                         | |
| Кот-д’Ивуар              | Правостороннее                                                        | |                                         | |
| Куба                     | Правостороннее                                                        | |                                         | |
| Кувейт                   | Правостороннее                                                        | |                                         | |
| Кыргызстан               | Правостороннее                                                        | | Правостороннее                          | |
| Лаос                     | Правостороннее                                                        | | Правостороннее                          | |
| Латвия                   | Правостороннее                                                        | | Правостороннее                          | |
| Лесото                   | Левостороннее                                                         | |                                         | |
| Либерия                  | Правостороннее                                                        | |                                         | |
| Ливан                    | Правостороннее                                                        | |                                         | |
| Ливия                    | Правостороннее                                                        | |                                         | |
| Литва                    | Правостороннее                                                        | | Правостороннее                          | |
| Лихтенштейн              | Правостороннее                                                        | | Правостороннее                          | |
| Люксембург               | Правостороннее                                                        | | Правостороннее                          | |
| Мавритания               | Правостороннее                                                        | |                                         | |
| Мадагаскар               | Правостороннее                                                        | |                                         | |
| Малави                   | Левостороннее                                                         | |                                         | |
| Малайзия                 | Левостороннее                                                         | | Левостороннее                           | Бывшая британская колония |
| Маврикий                 | Левостороннее                                                         | |                                         | Бывшая британская колония. Островное государство. |
| Мали                     | Правостороннее                                                        | |                                         | |
| Мальдивы                 | Левостороннее                                                         | 2018 |                                         | |
| Мальта                   | Левостороннее                                                         | |                                         | Бывшая британская колония. |
| Марокко                  | Правостороннее                                                        | | Левостороннее                           | |
| Маршалловы Острова       | Правостороннее                                                        | |                                         | |
| Мексика                  | Правостороннее                                                        | | Правостороннее                          | |
| Микронезия               | Правостороннее                                                        | |                                         | |
| Мозамбик                 | Левостороннее                                                         | | Левостороннее                           | Бывшая португальская колония. При смене стороны движения метрополией остался левосторонним, из-за близости с бывшими британскими колониями (Зимбабве, ЮАР, Танзания). |
| Молдова                  | Правостороннее                                                        | | Правостороннее                          | |
| Монако                   | Правостороннее                                                        | | Левостороннее                           | |
| Монголия                 | Правостороннее                                                        | | Правостороннее                          | |
| Мьянма                   | Правостороннее                                                        | 1970 | Левостороннее                           | Большая часть инфраструктуры всё ещё предназначена для левостороннего движения. Большинство машин (импортированных из Японии) с правым рулём. |
| Намибия                  | Левостороннее                                                         | 1918 |                                         | |
| Науру                    | Левостороннее                                                         | 1918 |                                         | |
| Непал                    | Левостороннее                                                         | |                                         | |
| Нигер                    | Правостороннее                                                        | |                                         | |
| Нигерия                  | Правостороннее                                                        | 1972 | Левостороннее                           | Бывшая британская колония. Поменяла сторону движения вследствие нахождения в кольце французских колоний. |
| Нидерланды               | Правостороннее                                                        | 1906 | Правостороннее                          | |
| Никарагуа                | Правостороннее                                                        | |                                         | |
| Новая Зеландия           | Левостороннее                                                         | | Левостороннее                           | |
| Норвегия                 | Правостороннее                                                        | | Правостороннее                          | |
| ОАЭ                      | Правостороннее                                                        | | Правостороннее                          | |
| Оман                     | Правостороннее                                                        | |                                         | |
| Пакистан                 | Левостороннее                                                         | | Левостороннее                           | Левостороннее движение досталось в наследство от Британской Индии, от которой Пакистан отделился в 1947 году |
| Палау                    | Правостороннее                                                        | | Правостороннее                          | |
| Панама                   | Правостороннее                                                        | 1943 | Правостороннее                          | |
| Папуа — Новая Гвинея     | Левостороннее                                                         | |                                         | |
| Парагвай                 | Правостороннее                                                        | 1945 |                                         | |
| Перу                     | Правостороннее                                                        | | Левостороннее                           | Большинство железных дорог одноколейные, с редкими разъездами. Лимский метрополитен — левосторонний. |
| Польша                   | Правостороннее                                                        | | Правостороннее                          | До конца 1920-х годов в бывшей австрийской части Польши локально сохранялось левосторонее движение. Окончательная унификация движения на всей территории Польши как правостороннего произошла в конце 1920-х годов. |
| Португалия               | Правостороннее                                                        | 1928 | Левостороннее                           | Колонии Гоа, Макао и Мозамбик, которые граничат с «левыми» странами, не поменяли движение и используют левостороннее движение по сей день. Метрополитен Порту — «правый». До 1 июня 1928 года в Португалии использовалось левостороннее движение (кроме Гоа, Макао и Мозамбика) |
| Республика Конго         | Правостороннее                                                        | |                                         | |
| Россия                   | Правостороннее                                                        | | Правостороннее                          | В Российской Федерации на Дальнем Востоке машины с правым рулём — обычное явление, из-за импорта подержанных машин из соседней Японии. Участки Москва — Рязань, Трофимовский II — Саратов III, Саратов I — Правобережный, подземный участок первой очереди Волгоградского Метротрама и Сормовско-Мещерская линия Нижегородского Метрополитена используют левостороннее движение. С 5 сентября 1905 по 2 сентября 1945 года в губернии Карафуто использовалось левостороннее движение в составе Японии. |
| Руанда                   | Правостороннее                                                        | |                                         | Рассматривается возможность перехода на левостороннее движение. |
| Румыния                  | Правостороннее                                                        | | Правостороннее                          | |
| Сальвадор                | Правостороннее                                                        | |                                         | |
| Самоа                    | Левостороннее                                                         | 2009 |                                         | Перешла на левостороннее движение из-за большого количества подержанных австралийских автомобилей с правым рулем. |
| Сан-Марино               | Правостороннее                                                        | |                                         | |
| Сан-Томе и Принсипи      | Правостороннее                                                        | 1928 |                                         | |
| Саудовская Аравия        | Правостороннее                                                        | | Левостороннее                           | Метрополитены используют правостороннее движение. |
| Северная Македония       | Правостороннее                                                        | | Правостороннее                          | |
| Сейшельские Острова      | Левостороннее                                                         | |                                         | |
| Сенегал                  | Правостороннее                                                        | |                                         | |
| Сент-Винсент и Гренадины | Левостороннее                                                         | |                                         | |
| Сент-Китс и Невис        | Левостороннее                                                         | |                                         | |
| Сент-Люсия               | Левостороннее                                                         | |                                         | |
| Сербия                   | Правостороннее                                                        | | Правостороннее                          | |
| Сингапур                 | Левостороннее                                                         | | Левостороннее                           | Бывшая британская колония. |
| Сирия                    | Правостороннее                                                        | |                                         | |
| Словакия                 | Правостороннее                                                        | 1939-41 | Правостороннее                          | До 1 января 1969 года была частью Чехословакии. С 1 января 1969 по 31 декабря 1992 года была Словацкой Социалистической республикой Чехословакии. До 1 мая 1939 года в Чехословакии использовалось левостороннее движение. |
| Словения                 | Правостороннее                                                        | | Левостороннее                           | |
| Соломоновы Острова       | Левостороннее                                                         | |                                         | |
| Сомали                   | Правостороннее                                                        | 1968 |                                         | |
| Судан                    | Правостороннее                                                        | 1973 |                                         | Бывшая британская колония. |
| Суринам                  | Левостороннее                                                         | |                                         | Нидерландская колония до 1975 года. Одна из немногих стран континентальной Америки с левосторонним движением |
| США                      | Правостороннее (Основная территория) Левостороннее Виргинские Острова | | Правостороннее/Левостороннее            | |
| Сьерра-Леоне             | Правостороннее                                                        | 1971 |                                         | В 2013 году импорт праворульных машин был запрещён. |
| Таджикистан              | Правостороннее                                                        | | Правостороннее                          | |
| Таиланд                  | Левостороннее                                                         | | Левостороннее                           | Одна из немногих стран с левосторонним движением, не являющаяся бывшей британской колонией. Граничит с правосторонними Лаосом, Камбоджей и Мьянмой. |
| Танзания                 | Левостороннее                                                         | |                                         | |
| Того                     | Правостороннее                                                        | |                                         | |
| Тонга                    | Левостороннее                                                         | |                                         | |
| Тринидад и Тобаго        | Левостороннее                                                         | |                                         | Бывшая британская колония. |
| Тувалу                   | Левостороннее                                                         | |                                         | |
| Тунис                    | Правостороннее                                                        | 1881 | Левостороннее                           | Правостороннее движение было навязано французскими войсками в 1881. |
| Туркменистан             | Правостороннее                                                        | | Правостороннее                          | |
| Турция                   | Правостороннее                                                        | | Правостороннее                          | |
| Уганда                   | Левостороннее                                                         | |                                         | |
| Узбекистан               | Правостороннее                                                        | | Правостороннее                          | |
| Украина                  | Правостороннее                                                        | 1922 | Правостороннее                          | Часть Криворожского метротрама использует левостороннее движение, так как вагоны имеют двери только справа, вследствие чего невозможно использовать правостороннее движение на станциях с островными платформами. До 1 октября 1922 года Львовский трамвай использовал левостороннее движение австрийского трамвая. С 1 октября 1922 по 14 ноября 1939 года Львовский трамвай использовал правостороннее движение польского трамвая. С 14 ноября 1939 по 24 августа 1991 года Львовский трамвай использовал правостороннее движение советского трамвая. С 24 августа 1991 года Львовский трамвай использует правостороннее движение украинского трамвая. |
| Уругвай                  | Правостороннее                                                        | 1945 | Левостороннее                           | Левостороннее движение было введено в 1918 году, но как и некоторые страны в Южной Америке, было сменено на правостороннее 2 сентября 1945. Ради безопасности, вплоть по 30 сентября было установлено ограничение скорости в 30 км/ч. |
| Фиджи                    | Левостороннее                                                         | |                                         | |
| Филиппины                | Правостороннее                                                        | 1946 | Правостороннее                          | |
| Финляндия                | Правостороннее                                                        | 8 июня 1858 | Правостороннее/Левостороннее            | До 8 июня 1858 года в Великом княжестве Финляндском использовалось левостороннее движение шведского транспорта. С 8 июня 1858 по 6 декабря 1917 года в Великом княжестве Финляндском использовалось правостороннее движение российского транспорта. С 6 декабря 1917 года в Финляндии используется правостороннее движение финляндского транспорта. |
| Франция                  | Правостороннее                                                        | 1792 | Левостороннее/Правостороннее            | Система метро правосторонняя (кроме Лионского метро, который использует левостороннее движение). Движение на железных дорогах левостороннее, кроме территорий Эльзаса и Лотарингии, которые изначально входили в состав Германии (правостороннее движение). |
| Хорватия                 | Правостороннее                                                        | | Правостороннее                          | |
| ЦАР                      | Правостороннее                                                        | |                                         | |
| Чад                      | Правостороннее                                                        | |                                         | |
| Черногория               | Правостороннее                                                        | | Правостороннее                          | |
| Чехия                    | Правостороннее                                                        | 1939 | Правостороннее                          | Поменяла сторону движения в результате немецкой оккупации Чехословакии. До 26 марта 1939 года в Праге использовалось левостороннее движение чехословацкого автомобильного транспорта (трамвай правосторонний германский). До ноября 1938 года Пражский трамвай использовал левостороннее движение чехословацкого трамвая. До 15 марта 1939 года в Остраве использовалось левостороннее движение чехословацкого транспорта. До 17 марта 1939 года в чешской части Чехословакии использовалось левостороннее движение чехословацкого транспорта (Острава правосторонняя германского транспорта, а Прага левосторонняя чехословацкого автомобильного транспорта (правосторонний германский трамвай)). С ноября 1938 по 8 мая 1945 года Пражский трамвай использовал правостороннее движение германского трамвая. С 15 марта 1939 по 8 мая 1945 года в Остраве использовалось правостороннее движение германского транспорта. С 17 марта 1939 по 8 мая 1945 года в чешской части Чехословакии использовалось правостороннее движение германского транспорта (кроме автодорог Праги). С 26 марта 1939 по 8 мая 1945 года в Праге использовалось правостороннее движение германского автомобильного транспорта. С 8 мая 1945 по 31 декабря 1968 года в чешской части Чехословакии использовалось правостороннее движение чехословацкого транспорта. С 1 января 1969 по 31 декабря 1992 года в Чешской социалистической республике Чехословакии использовалось правостороннее движение чехословацкого транспорта. С 1 января 1993 года в Чехии используется правостороннее движение чешского транспорта. |
| Чили                     | Правостороннее                                                        | 1920-е | Левостороннее                           | Метрополитены используют правостороннее движение. |
| Швейцария                | Правостороннее                                                        | | Левостороннее                           | Трамвайные сети используют правостороннее движение |
| Швеция                   | Правостороннее                                                        | 3 сентября 1967 года | Левостороннее                           | К началу 1960-х годов Швеция оставалась последней страной в континентальной Европе, использовавшей левостороннее движение. Большая часть автомобилей (даже шведского производства) была оборудована левым рулём. Трамвайные сети используют правостороннее движение, Стокгольмский метрополитен — левостороннее. Железные дороги в Мальмё используют правостороннее движение из за границы с Данией. До 3 сентября 1967 года в Швеции использовалось левостороннее движение автомобильного транспорта. |
| Шри-Ланка                | Левостороннее                                                         | | Левостороннее                           | Бывшая британская колония. |
| Эквадор                  | Правостороннее                                                        | | Левостороннее                           | Метрополитен Кито и трамвайная система Куэнки используют правостороннее движение. |
| Экваториальная Гвинея    | Правостороннее                                                        | |                                         | |
| Эстония                  | Правостороннее                                                        | | Правостороннее                          | |
| Эритрея                  | Правостороннее                                                        | 1964 |                                         | |
| Эфиопия                  | Правостороннее                                                        | 1964 | Левостороннее                           | |
| Эсватини                 | Левостороннее                                                         | |                                         | |
| Южный Судан              | Правостороннее                                                        | 1973 |                                         | |
| ЮАР                      | Левостороннее                                                         | | Левостороннее                           | Бывшая британская колония. |
| Ямайка                   | Левостороннее                                                         | |                                         | |
| Япония                   | Левостороннее                                                         | | Левостороннее                           | Одна из немногих стран с левосторонним движением, не являющаяся бывшей британской колонией. До 24 июня 1945 года в Окинаве использовалось левостороннее движение японского транспорта. С 24 июня 1945 по 30 июля 1978 года в Окинаве использовалось правостороннее движение американского транспорта. С 30 июля 1978 года в Окинаве используется левостороннее движение японского транспорта. С 5 сентября 1905 по 2 сентября 1945 года в губернии Карафуто использовалось левостороннее движение. |